# Mauro Tassotti
Mauro Tassotti, född 19 januari 1960 i Rom, är en tidigare italiensk fotbollsspelare och idag andratränare i AC Milan. Tassotti är mest känd som del i AC Milans försvar under 1980- och 1990-talet tillsammans med Franco Baresi, Paolo Maldini och Alessandro Costacurta. Han tog VM-silver med i Italien i VM 1994.
Tassottis proffskarriär började i hemstaden Roms SS Lazio. 1980 gick han över till AC Milan där han spelade resten av karriären fram till 1997. Milan spelade då i Serie B men kom att göra en stor comeback i slutet av 1980-talet. I Milan blev Tassotti italiensk mästare fem gånger och vann italienska supercupen fyra gånger. Internationellt vann han med Milan Mästarcupen/Champions League tre gånger. 
Tassotti spelade i de italienska U21- och OS-landslagen men det dröjde fram till att han var 32 innan han debuterade i A-landslaget 1992. Tassotti spelade två matcher under VM 1994 då Italien tog VM-silver. Han agerade olyckligt då han armbågade Spaniens Luis Enrique i kvartsfinalen. Han spelade 7 A-landskamper 1992-1994.